# مثل یک باکره (ترانه)
«مثل یک باکره» (به انگلیسی: Like a Virgin) تک‌آهنگی از هنرمند اهل ایالات متحده آمریکا مدونا است که در سال ۱۹۸۴ میلادی منتشر شد.